# Elżbieta Skowrońska
Elżbieta Skowrońska (née Nykiel le 6 juillet 1983 à Dębica) est une joueuse de volley-ball polonaise. Elle mesure 1,83 m et joue au poste de réceptionneuse-attaquante. Elle totalise 16 sélections en équipe de Pologne.

## Clubs
| Club                    | De        | À         |
| ----------------------- | --------- | --------- |
| Muszynianka Muszyna     | 1997-1998 | 1997-1998 |
| SMS PZPS Sosnowiec      | 1998-1999 | 1999-2000 |
| KPSK Stal Mielec        | 2000-2001 | 2003-2004 |
| Bielsko-Biała           | 2004-2005 | 2004-2005 |
| AZS AWF Poznań          | 2005-2006 | 2005-2006 |
| AZS Białystok           | 2006-2007 | 2006-2007 |
| Gedania Gdańsk          | 2007-2008 | 2008-2009 |
| Muszynianka Muszyna     | 2009-2010 | 2009-2010 |
| Dąbrowa Górnicza        | 2010-2011 | 2013-2014 |
| Çanakkale Belediye      | 2014-2015 | 2014-2015 |
| Salihli Belediyespor    | 2015-2016 | 2015-2016 |
| C.V. Arona Tenerife Sur | 2016-2017 | 2016-2017 |
| İdmanocağı Spor Kulübü  | jan 2017  | mai 2017  |
| C.V. Arona Tenerife Sur | 2017-2018 | …         |

## Palmarès
- Championnat de Pologne
  - Finaliste : 2010, 2013.
- Coupe de Pologne
  - Vainqueur : 2012, 2013.
- Supercoupe de Pologne
  - Vainqueur : 2009, 2012, 2013.
- Coupe d'Espagne
  - Finaliste : 2018.